# Bomarea uncifolia
Bomarea uncifolia är en alströmeriaväxtart som beskrevs av Herb.. Bomarea uncifolia ingår i släktet Bomarea och familjen alströmeriaväxter. IUCN kategoriserar arten globalt som starkt hotad.
Artens utbredningsområde är Ecuador. Inga underarter finns listade i Catalogue of Life.